# 小行星10164
小行星10164（10164 Akusekijima）是一颗绕太阳运转的小行星，为主小行星带小行星。该小行星于1995年1月27日发现。

## 轨道参数
小行星10164的轨道半长轴为2.6021947 UA，离心率为0.162。